# Венок русинам на обжинки
Венок русинам на обжинки — литературно-научный альманах, изданный в Вене И. Ф. Головацким с участием Я. Ф. Головацкого (1846—1847, кн. 1-2). Основу альманаха составили перепечатки из «Русалки Днестровой».
В книге 1 рядом со стихами Маркиана Шашкевича, отрывками из «Краледворской рукописи» в его же переводе и подборкой сербских народных песен в переводе Шашкевича и Я. Головацкого, помещена историческая статья «Крещение Руси» А. Добрянского и «Старина литовско-русского законодательства» И. Даниловича, а также воспоминание Я. Головацкого «Память Маркиану Р. Шашкевичу».
В книге 2 рядом со стихами И. Вагилевича и Я. Головацкого, Н. Устияновича, А. Могильницкого, А. Лужецкого, Л. Данкевича, К. Скоморовского и подборкой фольклорно-этнографических материалов также находятся исторические исследования Маркевича «Леточислительный перечень властителей Малоросии» и Я. Головацкого «Великая Хорватия или Галицко-Карпатская Русь». Книга 1 выдержана в реформаторском духе «Русской троицы» (гражданский шрифт, фонетическое правописание), зато книга 2 показала уход издателя от этой традиции и попытку угодить поклонникам кириллицы и историко-этимологического правописания. Несмотря на цензурное урезание содержания, альманах сыграл значительную роль в культурной жизни украинской Галичины, донеся до читателей, хоть с опозданием, главные идеи «Русской троицы».